# 1996年夏季残疾人奥林匹克运动会伊拉克代表团
1996年夏季残疾人奥林匹克运动会伊拉克代表团是伊拉克派出的1996年夏季残疾人奥林匹克运动会代表团。未获得奖牌。